# Роборовский, Всеволод Иванович
Всеволод Иванович Роборовский (1856—1910) — полковник Русской императорской армии, военный исследователь Центральной Азии, ученик и сподвижник Николая Пржевальского.

## Биография
Родился 26 апреля [9 мая] 1856 год в дворянской семье (в некоторых источниках в качестве даты рождения фигурирует 12 апреля). Окончил Гельсингфорсское пехотное юнкерское училище. Вскоре по окончании училища он встретился со старым гимназическим товарищем Ф. Л. Эклоном, — непосредственным спутником Н. М. Пржевальского по Лобнорской экспедиции, а спустя некоторое время был представлен им Николаю Михайловичу, готовившему новую экспедицию, получившую название Первой Тибетской экспедиции Пржевальского.
В 1879 году отправился в Тибет с Н. М. Пржевальским, которому потом помогал в разработке добытых материалов. За выдающиеся результаты этой экспедиции Русское Географическое общество присудило В. И. Роборовскому «Малую золотую медаль». В августе 1883 года он вновь отправился с Пржевальским в путешествие, продолжавшееся два года; на Всеволоде Ивановиче лежало, главным образом, собирание растений, составивших единственный в своем роде центрально-азиатский гербарий, находящийся в Санкт-Петербургском ботаническом саду. В 1888 году Роборовский отправился с Пржевальским в третье путешествие; по смерти Пржевальского во главе экспедиции стал М. В. Певцов, по поручению которого Роборовский произвел пять самостоятельных поездок, на нагорье Тибета, в сторону истоков Керии-Дарьи, в неведомую пустыню, на высоте 16000 футов над уровнем моря, куда не осмелился проникнуть никто из туземцев, так как там, по их словам, царит смерть, удушье. За результаты этой экспедиции Роборовский получил от Географического общества самую драгоценную для него награду — «Серебряную медаль имени Н. М. Пржевальского».
В 1893 году он отправился во главе экспедиции на восточную окраину нагорной Азии; на окраине Люкчунской впадины устроил метеорологическую станцию, действовавшую два года; исследовал Большой Юлдус, где до него не проходил никто из европейцев, и Люкчунскую впадину, сделал трудный переход в Хамийский оазис и прошел в Сачжоу, где в течение четырёх месяцев производились метеорологические наблюдения. 28 января 1895 у Всеволода Ивановича произошёл инсульт, экспедицию пришлось завершать.
Тем не менее, 13 февраля 1896 года ряд членов экспедиции и в их числе Всеволод Роборовский были представлены императору. За полученные результаты и умелое управление экспедицией ему было пожаловано звание капитана и ежегодная пожизненная пенсия в 600 рублей.
Роборовский состоял членом многих ученых обществ; получил от географического общества высшую награду — Большую Константиновскую медаль. Скончался полковник Роборовский 5 августа (23 июля) 1910 года.
Похоронен на кладбище деревни Овсище (ныне — Вышневолоцкий район Тверской области).

## Память и признание
Российский востоковед П. П. Семёнов-Тян-Шанский охарактеризовал В. Роборовского как «одного из талантливейших исследователей Центральной Азии».
В честь Роборовского назван вид хомячков (Phodopus roborovskii) и несколько видов растений — Лук Роборовского (Allium roborowskianum Regel), Кизильник Роборовского (Cotoneaster roborowskii Pojark.), Солянка Роборовского (Salsola roborowskii Iljin).